# أحمد إبراهيم عبد العال
أحمد إبراهيم عبد العال (4 يوليو 1946 - 23 أكتوبر 2008) فنان تشكيلي سوداني، ومن المساهمين في مجال تدريس علوم الفن التشكيلي في السودان.

## النشأة والتعليم
ولد الدكتور أحمد إبراهيم عبد العال، في 4 يوليو 1946م، بمدينة كسلا شرقي السودان، وتلقى فيها تعليمه الأولي والمتوسط، قبل أن ينتقل إلى الخرطوم طالبا في الكلية المصرية الثانوية بالخرطوم، ثم جامعة القاهرة فرع الخرطوم، والتحق مباشرة بكلية الفنون الجميلة حيث تخرج فيها في نهاية الستينات من القرن الماضي، وحصل على بعثة دراسية في جامعة السوربون بفرنسا ونال درجتي الماجستير والدكتوراه في جمالية الخط العربي، وفي علم الجمال الإسلامي. ثم نال الدكتوراه بدرجة الشرف العليا في علم الجمال برسالة متخصصة في (المبادئ والأصول الجـمالية في الحضارة الإسلامية، دراسة في فكر الشيخ ابن عربي) في العام 1988م، كما نال دبلوما من معهد فيشي للغات الحديثة بفرنسا 1981م.

## حياته العملية
كان عميد كلية الفنون الجميلة والتطبيقية بجامعة السودان للعلوم والتكنولوجيا، ومدير إدارة التصميم الفني بوزارة الشباب والرياضة السودانية، كما تولى منصب الأمين العام للهيئة القومية للثقافة والفنون ومنصب عميد المعهد العالي للموسـيقي والمسـرح تكليف من وزارة التعليم العالي والبحث العلمي.

## مساهماته
نفذ عبد العال أكثر من (45) معرضًا تشكيليًّا، في السودان ولبنان، وألمانيا وفرنسا، وقطر، والإمارات والكويت ومصر وإيران، وأسس مدرسة فنية في السودان لها أنصارها باسم «مدرسة الواحد» تقوم على فكرة توظيف الحضارة الإسلامية في الفن بوصفها حضارة توحيدية كونية، وتعمل من داخل الفكرة لدعم ماضي الأمة في حاضرها.
قام في الفترة من 1970 م – 2005 م بتصميم أكثر من 150 شعارًا لمناسبات ولمؤسسات رسـمية وشعبية مختلفة، ومن هذه الشعارات: شعار مؤتمر التصوف في السودان، شعار تلفزيون جمهورية السودان، شعار الاتحاد النسائي الإسلامي العالمي، وتصميم الأوراق الـنقدية للعملة السودانية الـجديدة.
توجد مجموعة من أعماله ضمن مجموعات: الأميرة وجدان علي – المتحف الملكي بالأردن، مبنى منظمة الوحدة الإفريقية بأديس أبابا، متحف الفن العربي الحديث بدولة قطر، متحف الشارقة للفنون التشكيلية، المجلس الوطني بالسودان، المتحف البريطاني بلندن.

## الجوائز
ونال عبد العال عدد من الجوائز والأوسمة منها: وسام الجمهورية للجدارة - السودان (1975)، الميدالية الذهبية لرواد الفنون التشكيلية العرب في القرن العشرين 1999، وسام الجدارة، إيران 2002، وسام الجدارة للجمهورية، السودان.2003 وقد كساه الرئيس الإيراني السابق محمد خاتمي «بردة» خادم القرآن.